# پاترا شرانی
پاترا شرانی (به انگلیسی: Patra Sherani) یک منطقهٔ مسکونی در پاکستان است که در ناحیه دیره بگتی واقع شده‌است.